# リバティ (デュラン・デュランのアルバム)
『リバティ』（Liberty）は、イギリスのロック・バンド、デュラン・デュランが1990年に発表した6作目のスタジオ・アルバム。

## 背景
1986年よりサポート・ギタリストを務めてきたウォーレン・ククルロが、本作より正式メンバーとして加入した。また、シンディ・ローパーのツアー・ドラマーを務めていたスターリング・キャンベルも新メンバーとして迎えられたが、結果的にキャンベルは本作を最後に脱退した。過去にマリリオンやローリング・ストーンズ等の作品を手がけてきたクリス・キムゼイが、プロデューサーに起用された。
本作のリリースに先がけて、全メンバーがプロモーション・イヴェントのため訪日しているが、本作のためのプロモーション・ツアーは行われなかった。

## 反響
全英アルバムチャートでは4週トップ100入りし、最高8位を記録した。本作からのシングル「夏のヴァイオレンス」は全英シングルチャートで20位、続く「シリアス」は48位を記録した。
アメリカのBillboard 200では46位止まりとなり、デュラン・デュランのスタジオ・アルバムとしては初めて、全米トップ40入りを逃した。シングル「夏のヴァイオレンス」はBillboard Hot 100で64位に達した。
オランダのアルバム・チャートでは37位に達し、『セブン・アンド・ザ・ラグド・タイガー』（1983年）以降のスタジオ・アルバムとしては初めて、同国でトップ20入りを逃した。また、デビュー当時よりデュラン・デュランの人気が高かったニュージーランドのアルバム・チャートでは、彼らのスタジオ・アルバムとしては初めて、トップ50圏内にも入らない結果となった。

## 評価・影響
Stephen Thomas Erlewineはオールミュージックにおいて5点満点中1.5点を付け「ディスコからギター・ロック、更にモータウン、フィリー・ソウル、ニュー・ウェイヴの要素も加味され、何でもありとなっている。もし楽曲に恵まれていれば、こうした多様なスタイルが生かされたのだろうが、このレコードには、彼らの傑作に匹敵する曲はない」と評している。また、David Medskerは2010年、「良く言ってもソングライティングの焦点が絞られておらず、悪く言えば"First Impression"はザ・ザの"Infected"の魂なきパクリで、"Hothead"のヴァースは彼ら自身の代表曲の一つ"Skin Trade"のパクリである」と批判する一方、「シリアス」に関しては「彼らの特に不当評価された曲の一つ」、バラードの「マイ・アンタークティカ」に関しては「もう一つの聴き所」と評価している。
オランダのDJフェリー・コーステンは、2006年発表のシングル曲「Fire」で本作収録曲「シリアス」を引用しており、サイモン・ル・ボンは、同作のためにボーカル・パートを新録音した。

## 収録曲
全曲ともデュラン・デュラン作。
1. 夏のヴァイオレンス – "Violence of Summer (Love's Taking Over)" – 4:22
2. リバティ – "Liberty" – 5:01
3. ホットヘッド – "Hothead" – 3:31
4. シリアス – "Serious" – 4:21
5. オール・アロング・ザ・ウォーター – "All Along the Water" – 3:51
6. マイ・アンタークティカ – "My Antarctica" – 5:01
7. ファースト・インプレッション – "First Impression" – 5:29
8. リード・マイ・リップス – "Read My Lips" – 4:30
9. キャン・ユー・ディール・ウィズ・イット – "Can You Deal with It" – 3:47
10. ヴェニスの愛 – "Venice Drowning" – 5:13
11. ダウンタウン – "Downtown" – 5:22

## 参加ミュージシャン
- サイモン・ル・ボン – ボーカル
- ニック・ローズ – キーボード
- ジョン・テイラー – ベース
- ウォーレン・ククルロ（英語版） – ギター
- スターリング・キャンベル（英語版） – ドラムス

アディショナル・ミュージシャン
- スタン・ハリスン - サクソフォーン
- ロディ・ロリマー - トランペット
- ルイス・ジャーディム - パーカッション
- テッサ・ナイルズ、キャロル・ケニオン、バーナード・ファウラー - バッキング・ボーカル
- ジョン・ジョーンズ - アディショナル・キーボード、プログラミング
- スパイク・エドニー - アディショナル・キーボード